# Zelotes zhui
Zelotes zhui är en spindelart som beskrevs av Yang och Tang 2003. Zelotes zhui ingår i släktet Zelotes och familjen plattbuksspindlar. Inga underarter finns listade i Catalogue of Life.